# Gold- und Silbertressenfabrik Hausmann
Die Gold- und Silbertressenfabrik Hausmann in Hannover war ein im 17. Jahrhundert begründetes Familienunternehmen der Familie Hausmann, die als Manufaktur der Edelmetallverarbeitung für die gehobene Garderobe des Adels und des Militärs jahrzehntelang den Betrieb mit den meisten Arbeitnehmern der Stadt stellte.

## Geschichte
Die Gold- und Silbertressenfabrik Hausmann ging aus einem 1680 von dem aus Ahlden stammenden Martinus Hausmann begründeten Handelsgeschäft hervor. Erster Standort von Hausmanns anfänglichen Krämerladen war die Schlossstraße Ecke Holzmarkt(52° 22′ 16,5″ N, 9° 43′ 56,6″ O). Hausmanns Sohn, der Seidenkrämer Werner Bernhard Hausmann, führte das Geschäft weiter und erhielt zur Zeit des Kurfürstentums Hannover im Jahr 1720 den Titel des Hofkrämers verliehen, ein Titel, den auch seine Nachkommen verliehen bekamen. Im Folgejahr verlegte Hausmann sein Geschäft 1721 in ein großes Haus an der Burgstraße Ecke Holzmarkt (52° 22′ 18,2″ N, 9° 43′ 56,5″ O), wo dieses dann für 140 Jahre Bestand hatte – und später das Historische Museum Hannover errichtet wurde.
Der erste Hofkrämer der Familie reiste persönlich zum Einkauf der Plüsche und Tuche nach Holland, für gestickte Herrenkleider und seidene Westen nach Lyon in Frankreich. 1743 legte er in Hannover zusätzlich eine Gold- und Silberfabrik an, nach Johann Heinrich Moritz von Poppe also eine Manufaktur,

„[...] worin man Gold und Silber in Draht verwandelt, worin man diesen Draht plättet, spinnt und [zu] Tresse, Spitze, Borten, Franzen und dergleichen weiterverarbeitet.“

1786 zählte das Unternehmen – neben einer Strumpfmanufaktur – mit 100 Beschäftigten bereits zu den größten Unternehmen Hannovers. Ein Jahrzehnt darauf beschrieb Christian Ludwig Albrecht Patje 1796 das Unternehmen in seinem Werk Technologisches Lexicon ... als „Goldene und Silberne-Tressen-Fabrik des Hof-Kramers Hausmann“.
1803 übernahm der erst 19-jährige Bernhard Hausmann den Familienbetrieb, dessen Absatz während der sogenannten Franzosenzeit stark zurückging, vor allem, nach dem die kurfürstlich hannoversche Armee weitgehend nach England übersetzte und dort in die Königlich Deutsche Legion eintrat.
Erst nach Erhebung des ehemaligen Kurfürstentums zum Königreich Hannover erholte sich die Gold- und Silbertressenfabrik allmählich wieder.
Auf der ersten Gewerbeausstellung des Gewerbevereins für das Königreich Hannover im Jahr 1835 erhielt die Hausmann’sche Edelmetallmanufaktur einer der vier vergebenen Goldmedaillen.
Nach dem Anschluss Hannovers an den Deutschen Zollverein geriet die Gold- und Silbertressenfabrik Hausmann durch die Handelserleichterungen auch für die „ausländische“ Konkurrenz in wirtschaftliche Bedrängnis: 1852 zählte das Unternehmen nur noch 31 Arbeiter.
Als nach der Schlacht bei Langensalza im Preußisch-Deutschen Krieg und das Königreich Hannover 1866 durch Preußen annektiert und dadurch auch die hannoversche Armee – Hauptabnehmerin der Gold- und Silbertressenfabrik – aufgelöst wurde, schloss das Unternehmen im Jahr 1867.